# 남악사지
남악사지는 대한민국 전라남도 구례군 광의면 온당리에 있다. 2011년 12월 21일 구례군의 향토문화유산 제32호로 지정되었다.

## 개요
남악사지는 1908년까지 조선 왕조의 국가적 제례공간이었다. 당동이란 마을 명칭은 원래 남악사당이 있던 마을이라 하여 ‘당몰’, 남악사지를 ‘궁안’ 또는 ‘궁터’라고 했다. 마을 서북쪽 들녘에 객사가 있었다 하여 ‘객사들’, 객사 입구의 개울을 ‘당고랑’, 개울 곁에 있는 거리를 ‘벅수거리’라고 했다. 또한 객사터 부근에는 남원부사 민종렬(閔鍾烈, 1890-1893년 재임)의 구폐선정비(?弊善政碑, 1892년 10월 건립)가 남아 있다.